# Vegan (romanzo)
Vegan, sottotitolo Le città di dio, è un romanzo giallo dello scrittore italiano Remo Bassini. L'indagine ruota intorno a temi ispirati dal discusso bestseller The China Study di T. Colin Campbell sull'alimentazione vegana.

## Trama
Adriano Bronzelli è morto di infarto a cinquanta anni di età, quando tutti in città lo chiamavano ‘f fòl, in dialetto piemontese "il folle". Convertitosi al veganesimo e al consumo alimentare di ortaggi coltivati direttamente, si era trasformato in un guaritore alternativo rispetto al percorso della medicina tradizionale. Le forze dell'ordine lo tenevano d'occhio perché era in contatto con gruppi anarchici vegani, e anche perché aveva una relazione con Benedetta Maria Sposato, giovane e bella figlia di un avvocato di grido che teneva in pugno i politici locali.
Dieci anni dopo, sentendosi in colpa per aver trascurato il rapporto con il padre prima della sua morte, il figlio di Adriano, Luca Bronzelli, diventa a sua volta vegano; questo rovina il rapporto con la moglie Andreina, che aspetta un bambino. In realtà Luca ha cominciato il recupero della figura di Adriano da quando uno sconosciuto gli ha suggerito che il padre non è morto di infarto.
Il maresciallo dei carabinieri in pensione Attilio Gestacci, che conosceva bene Adriano Bronzelli, si preoccupa per lo stato mentale di Luca, e decide di chiedere aiuto a una conoscente: l'investigatrice privata Anna Antichi, incontrata per ragioni professionali anni prima. Anna, reduce da una relazione sentimentale, arriva nella città dove vivono Gestacci e Bronzelli, e si innamora di Luca.
Il giovane però subisce l'influenza della madre Noemi, decisa a tenerlo lontano dalla memoria del marito defunto; Anna ha l'impressione che sia proprio Noemi a tirare le fila della vicenda, manovrando occultamente anche Gestacci. Nel tentativo di recuperare notizie utili all'indagine, dal momento che è certa che la morte di Bronzelli abbia ancora una verità da rivelare, Anna decide di ripristinare il materiale del vecchio sito web che propagandava l'alimentazione e la medicina naturale, oltre a un incitamento a creare "città di dio" che potessero difendersi dal capitalismo tramite la lotta armata.
Il nuovo sito attira l'attenzione di una donna che vive a Narbonne in Francia insieme al figlio autistico Michelangelo, che in passato era stato reclutato dai servizi segreti per la sua straordinaria abilità informatica, e che forse ha avuto una parte nelle manovre contro Bronzelli.
Luca comunica a Anna che non ha più bisogno della sua indagine, ma lei è decisa a andare avanti da sola. Si accumulano gli indizi che la porteranno alla soluzione del caso, strettamente collegata con gli interessi economici del business della medicina privata che vedeva una minaccia nella crescente influenza di Bronzelli. La conclusione sarà comunque amara, benché con un barlume di speranza; forse sarà davvero possibile far sorgere la prima "città degli orti" o "città di dio", a misura d'uomo e non strumento di lotta armata, che Adriano Bronzelli vedeva come unica soluzione alla disarmonia del rapporto tra l'uomo e il mondo.

## Edizioni
- Remo Bassini, Vegan, Tlön,  pp. 220, ISBN 9788899684075.